# 南澤まお
南澤 まお（みなみさわ まお、12月16日 - ）は、日本の女性声優。静岡県出身。クレイジーボックス所属。

## 来歴
日本ナレーション演技研究所卒業。

## 人物
資格は英検準2級、普通自動車免許。趣味はチーズ食べ比べ、薬局巡り、お笑い鑑賞、YouTube（クイズ系、美容系）鑑賞、哲学書を読む。特技は歌唱、モノマネ。

## 出演
太字はメインキャラクター。

### テレビアニメ
2025年
- ニートくノ一となぜか同棲はじめました（まさくん彼女、にんにんメイド）

### ゲーム
- 幻獣契約クリプトラクト（エラピダエ）
- 真・戦国炎舞 -KIZNA-（佐竹義久）

### ボイスドラマ
- 電脳戦隊ラストエンジェルス STARTING OVER（アリス）
- 電脳戦隊ラストエンジェルス 2ND OPERATION（アリス）

### 吹き替え

#### 映画
2020年
- アナザー・ワールド 異次元の怪物（ユリア、ミーシャ）

2021年
- CRSHDクラッシュ（フィオーナ・ニューマン〈セイディー・スコット〉）
- マイファミリー おばあちゃんとオオカミのいた夏（サラ〈カルメン・マウラ〉）

2023年
- ヴァチカンのエクソシスト（ロザリア〈ビアンカ・バードー〉）
- ザ・キル・ルーム（グレース〈マヤ・ホーク〉）
- 線上のフェア・プレイ（アンナ〈ユディット・バールドシュ〉）
- ドリヴン（ニーナ）※Netflix版
- ランド・オブ・セイント 聖人の邦（カテリーナ〈ロレンツァ・インドヴィナ〉）

2024年
- ダムゼル/運命を拓きし者
- ロードハウス/孤独の街
- Harajuku 原宿（ナタリー）
- ファーザー・スチュー/闘い続けた男（ワン医師）
- グラディエーターII 英雄を呼ぶ声
- レッド・ワン（バルスコバ〈ジセット・ヴァレンタイン〉）
- 僕だけの青い空（ソニア〈クララ・クーク〉）

2025年
- やがて来たる者へ/沈黙の歌（アニタ先生）
- ライフリスト（ニーナ）
- スター・トレック: セクション31（メル〈ハンバリー・ゴンザレス〉）
- ミート・ミー・ネクスト・クリスマス（カースティン〈カースティン・マルドナード〉）
- ザ・コンサルタント2（アナイス/エディス・サンチェス〈ダニエラ・ピネダ〉）

#### テレビドラマ
2022年
- ウエストワールド シーズン4（新メイヴ）
- 古代の宇宙人 シーズン14（ヘザー・バーリン）

2023年
- 崖っぷちからの挑戦状 with ジミー・チン（アリ）
- 最後通牒～クィア・ラブ～（ヨリー・ロハス）
- S.W.A.T シーズン6（セリーナ、マリアム）
- スタートレック:ディスカバリー（アシャ少佐）
- ジ・オフィス: オーストラリア（グレタ・キング）

2024年
- ウィンター・キング: アーサー王物語（ノルウェンナ）
- 私立探偵マグナム シーズン5
- スタートレック:ストレンジ・ニュー・ワールド ファイナルシーズン（クティル）
- セナ（ローラ・ハリソン〈カヤ・スコデラリオ〉）
- ボドキン（メアリー、アンバー）

2025年
- ザ・エージェンシー（ダニー〈サウラ・ライトフット＝レオン〉）
- ロング・ブライト・リバー（ポーラ〈ペリー・マットフェルド〉）
- 特別捜査部Q
- 英国スキャンダル～王室を揺るがしたインタビュー #3
- カウントダウン（エバン・シェパード特別捜査官〈ヴァイオレット・ビーン〉）

#### アニメ
2025年
- ヘルヴァ・ボス（ステラ）
- あの星に君がいる

### ボイスオーバー
- 世界一受けたい授業

### ナレーション
- ハーブ庭園ガイド映像
- 綾小路きみまろ 爆笑！エキサイトライブDVD
- 国頭村 PV

### その他

#### Audible
- 私はこうして勉強にハマった[13]